# Karel Preprosti
Karel III. Preprosti (iz latinskega Carolus Simplex, francosko Charles III le Simple) je bil od leta 898 do 922 kralj Zahodnofrankovskega kraljestva in od leta 919 do 923 kralj Lotaringije, * 17. september 879 † 7. oktober 929, Péronne.

## Življenje
Karel je bil rojen po smrti svojega očeta, kralja Ludvika II. Jecljavega, ki je umrl 10. aprila 879. Rojen je bil v očetovem drugem zakonu,  katerega veljavnost je bila po kanonskem pravu sporna, zato je bil sprva izključen iz nasledstva prestola. 
Po smrti cesarja Karla III. Debelega januarja 888 so se frankovska kraljestva, ki jih je Karel Debeli združil pod svojo vladavino, dokončno ločila. Zahodnofrankovski plemiči so ignorirali zahteve po prestolu Karla Preprostega, ki je bil star komaj devet let, in so za kralja izvolili Robertinca,  pariškega grofa Oda. To je bilo prvič, da je bil za zahodnofrankovskega ali frankovskega vladarja izbran nekarolinški kralj. Nekateri veljaki, zlasti nadškof Fulko iz Reimsa, so še naprej podpirali pravico Karolingov do prestola, čeprav so se sprva morali prikloniti Odu. 
Potem ko je Odo zaradi močnega favoriziranja njegovega mlajšega brata, mejnega grofa Roberta, in drugih kontroverznih odločitev postal nepriljubljen, so opozicijski plemiči, med katerimi je imel pomembno vlogo Fulko, 28. januarja organizirali upor v korist takrat trinajstletnega Karla Preprostega, da bi ga povzdignili v status protikralja. Upor je sprva podprl vzhodnofrankovski kralj Arnulf  Koroški, ki je bil prav tako Karoling, a je Odu zatem uspelo pridobiti Arnulfa na svojo stran. V državljanski vojni, ki je sledila, je zmagal Odo. Mir je bil dokončno sklenjen leta 896/897. Karel se je podredil Odu in ga priznal za kralja, vendar je Odo za svojega naslednika sprejel Karla, ki ni imel nobenega še živega sina. 
Po Odovi smrti leta 898 je bil Karel splošno priznan za Odovega naslednika. Karla je priznal tudi Odov vplivni brat, mejni grof Robert, vendar je zato dobil daljnosežne koncesije, številne grofije, opatije in pravice ter pravico do njihovega dedovanja. Robert je lahko dal grofije v upravljanje svojim vazalom, dgovornim samo njemu in ne kralju. Karel je takšen status podelil tudi drugim velikašem, kar je pomenilo znatno oslabitev kraljevine. 
Odločitev največjega pomena je bil Karlov mirovni sporazum z normanskim princem Rolom leta 911. Rolu je bila dodeljena grofija Rouen. To je pomenilo, da so bili njegovi Normani vključeni v zahodno frankovsko državo, vendar je Rolo na svojih domenah tako po normanski kot po frankovskih zakonih vladal povsem samostojno. Kraljev neposredni poseg tam ni bil več mogoč. Podoben sporazum je mejni grof Robert v Karlovem imenu sklenil leta 921 z loarskim Normanom Rognvaldom, kateremu je prepustila grofijo Nantes. 
Po smrti zadnjega vzhodnofrankovskega Karolinga, Ludvika IV. Otroka leta 911, je lotarinško plemstvo povabilo Karla, zdaj edinega preživelega Karolinga, da prevzame oblast tudi v Lotaringiji. Karel je ob podpori lotarinškega plemstva tam utrdil svojo oblast in z vzhodnofrankovskim kraljem Henrikom I. leta 921 sklenil Bonski sporazum o medsebojnem priznavanju lastninskih pravic. 
Karel se je takrat že začel vse bolj zanašati na lotarinške sile, potem ko je njegova moč v Zahodni Frankovski upadla. Njegov poseben favorit je bil Lorenec Hagano, kar je razjezilo zahodnofrankovsko plemstvo, saj je bil Hagano tujec in poleg tega nizkega porekla. Potem ko so mogočni plemiči leta 920 neuspešno zahtevali, da Karel na Reichstagu v Soissonsu odpokliče Hagana, so se od njega odcepili. Ko Karel Haganu podelil opatijo Chelles, je to pripeljalo do spora z Robertinci in njihovimi zavezniki, saj je bila opatinja Rothilda iz Chellesa tašča Huga Velikega, sina mejnega grofa Roberta. Opozicijski plemiči so Roberta 30. junija 922 povzdignili v protikralja Roberta I. 15. junija 923 je Robert padel v bitki pri Soissonsu proti vojski Karla Preprostega, vendar so njegove čete kljub temu porazile karolinške sile, zato so njegovi privrženci takoj razglasili Robertovega zeta Rudolfa Burgundskega za novega kralja. 
Rudolf je bil kronan 13. julija 923. Eden od njegovih pristašev, grof Heribert II. Vermandoiški, je Karla Preprostega zvabil v past. Povabil ga je na pogajanja in ga ob tej priložnosti ujel. Karla so najprej odpeljali v Heribertovo trdnjavo Château-Thierry in nato v Péronne, kjer je umrl.

## Soproge in potomci
Aprila 907 se je Karel še pred devetnajstim letom  poročil s Frederuno, morda hčerko grofa Dietricha iz hiše Immedinger, ki je bila sestra Matilde, žene vzhodnofrankovskim kralja Henrika I. Nemškega. Frederuna je umrla 10. februarja 917. V zakonu je bilo rojenih šest hčera, vse med letoma 908 in 916: 
- Ermentruda, poročena verjetno z Gottfriedom, palatinskim grofom Lorene, grofom v Jülichgauu,[3]
- Frederuna,
- Adelajda, poročena verjetno z Raoulom I., grofom Gouyema med 920 in 924,[3]
- Gizela (Gizla), poročena morda z normanskim voditeljem Rolom leta 912,[3]
- Rotruda in
- Hildegarda.

Okrog leta 919 se je drugič poročil z Eadgifu (um.  po 951), hčerko kralja Edvarda I. Wesseškega, s katero je imel sina, ki je postal njegov dedič. Eadgifu je bila do leta 951 opatinja Notre-Dame de Laon, potem pa se je drugič poročila z grofom Heribertom starejšim iz Meauxa, prav tako Karolingom 
- Ludvik IV. Prekomorski (* 920/921 † 954), kralj 936–954.

Poleg v zakonu rojenih  otrok je imel Karel tudi nezakonske otroke, vključno z: 
- Arnulfom,
- Drogom,
- Rorikonom (um. 20. december 976), laonskim škofom leta 949, pokopanim v opatiji Saint-Vincent v Laonu, in
- Alpaiso, poročeno z Erleboldom, grofom v Lommegau.